# MSN TV
MSN TV (precedentemente noto come WebTV) era un dispositivo elettronico che permetteva, grazie ad un ricevitore connesso ad una linea telefonica, di navigare su internet utilizzando un televisore. Si trattava di una alternativa economica all'acquisto di un personal computer: il kit, oltre che al dispositivo stesso, comprendeva una tastiera senza fili e un telecomando. L'azienda ideatrice, WebTV Networks, è stata fondata nel 1995; nel 1997 è stata acquisita da Microsoft.
Il servizio relativo è stato interrotto nel 2013.

## Modelli
| Produttore | Nome            | Tipo          | Modem | RAM          | ROM          | Memoria di massa | Velocità CPU | CPU     | Versione software        |
| ---------- | --------------- | ------------- | ----- | ------------ | ------------ | ---------------- | ------------ | ------- | ------------------------ |
| Sony       | INT-W100        | Classic       | V.34  | 2 MB (2 MiB) | 2 MB (2 MiB) | 2 MB             | 112 MHz      | R4640   | 2.5.9.1mpeg 2.5.9.1print |
| Philips    | MAT-960         | Classic       | V.34  | 2 MB         | 2 MB         | 2 MB             | 112 MHz      | R4640   | 2.5.9.1mpeg 2.5.9.1print |
| Sony       | INT-W150        | New Classic   | V.90  | 8 MB         | 2 MB         | 2 MB             | 150 MHz      | RM5230  | 2.9.1                    |
| Philips    | MAT-965         | New Classic   | V.90  | 8 MB         | 2 MB         | 2 MB             | 150 MHz      | RM5230  | 2.9.1                    |
| RCA        | RW-2100         | New Classic   | V.90  | 8 MB         | 2 MB         | 2 MB             | 150 MHz      | RM5230  | 2.9.1                    |
| RCA        | RM-2100         | New Classic   | V.90  | 8 MB         | 2 MB         | 2 MB             | 150 MHz      | RM5230  | 2.9.1                    |
| Sony       | INT-W200        | Plus          | V.90  | 8 MB         | 2 MB         | 1.1 GB           | 150 MHz      | R4640   | 2.9.1                    |
| Philips    | MAT-972         | Plus          | V.90  | 8 MB         | 2 MB         | 1.1 GB           | 150 MHz      | R4640   | 2.9.1                    |
| Samsung    | SIS-100         | Plus          | V.90  | 8 MB         | 2 MB         | 1.1 GB           | 150 MHz      | R4640   | 2.9.1                    |
| Mitsubishi | RW-2000         | Plus          | V.90  | 8 MB         | 2 MB         | 1.1 GB           | 150 MHz      | R4640   | 2.9.1                    |
| Mitsubishi | RW-2001         | Plus          | V.90  | 8 MB         | 2 MB         | 1.1 GB           | 150 MHz      | R4640   | 2.9.1                    |
| RCA        | RW-2110         | Plus          | V.90  | 16 MB        | 8 MB         | 2 MB             | 167 MHz      | RM5230  | 2.9.1                    |
| Sony       | INT-W250        | New Plus      | V.90  | 16 MB        | 8 MB         | 2 MB             | 167 MHz      | RM5230  | 2.9.1                    |
| Philips    | MAT-976         | New Plus      | V.90  | 16 MB        | 8 MB         | 2 MB             | 167 MHz      | RM5230  | 2.9.1                    |
| Echostar   | Dishplayer 7100 | DISH tuner    | V.90  | 16 MB        | 4 MB         | 8.6 GB           | 167 MHz      | RM5230  |                          |
| Echostar   | Dishplayer 7200 | DISH tuner    | V.90  | 16 MB        | 4 MB         | 17.6 GB          | 167 MHz      | RM5230  |                          |
| RCA        | UltimateTV      | DirecTV tuner | V.90  | 16 MB        | 4 MB         | 40 GB            | 167 MHz      | RM5230  |                          |
| RCA        | RM-4100         | MSNTV2        | V.90  | 128 MB       | none         | 64 MB            | 733 MHz      | Celeron |                          |